# Něrl (přítok Kljazmy)
Něrl (rusky Нерль) je řeka v Jaroslavské, v Ivanovské a ve Vladimirské oblasti v Rusku. Je 284 km dlouhá. Povodí má rozlohu 6 780 km².

## Etymologie názvu
Nerl je hydronymum, odvozené ze starověkého výrazu „ner-“ pro vodní plochu (srov. jezero „Nero“); příponu "-l" lze považovat za krátkou formu výrazu "ley" pro řeku, nur bažina v jazyce lidu Comi, který užívala starověká ugrofinská populace. Může mít i starší původ daufinský, z indoevropského jazyka, blízkého baltskému. Slovní základ „ner“ je srovnatelný s litevským „nara“ a litevská přípona „-el“ se může projevit ve tvaru „ -l-". Řeka byla součástí dávné vodní cesty z Novgorodu do Suzdalu a Vladimiru, obecně na cestě „od Varjagů k A-rabům“.

## Průběh toku
Ústí zleva do řeky Kljazmy (povodí Oky).

### Přítoky
- zleva – Uchtoma

## Vodní režim
Převládajícím zdrojem vody jsou sněhové srážky. Průměrný roční průtok vody ve vzdálenosti 102 km od ústí činí přibližně 25,7 m³/s. Zamrzá v listopadu až v prosinci a rozmrzá v dubnu. Je na ní několik přehrad, proto není splavná v celé délce.